# Židovský hřbitov v Zájezdci
Židovský hřbitov v Zájezdci z první poloviny 18. století se nalézá v západním svahu nad údolní nivou potoka Ležáku, nad velkým protáhlým rybníkem Malá voda mezi obcemi Zájezdec a Přestavlky v okrese Chrudim. Areál židovského hřbitova v Zájezdci je spolu s ohradní zdí z opukového zdiva a márnicí od 9. září 1996 chráněn jako nemovitá kulturní památka ČR.

## Historie
První písemná zmínka o obci Zájezdec pochází z roku 1318. Již v roce 1724 je v obci uváděno 89 usedlých židů, kteří tehdy tvořili asi jednu třetinu obyvatelstva celé obce Zájezdec. 
Židovský hřbitov v Zájezdci byl zřejmě založen někdy kolem poloviny 18. století. Byl využíván také pro pohřby z okolních i vzdálených vesnic a měst. Poslední pohřby se konaly cca v první třetině 20. století.
Původní hřbitov z 18. století byl menší, zaujímal severní polovinu nynějšího hřbitova. Vymezovala jej kamenná zeď a na jeho jihozápadním okraji stávala původní průchozí márnice. 
Do současné podoby byl hřbitov rozšířen v roce 1882 podle návrhu zednického mistra Václava Pargáska z Chrasti. Novou část hřbitova vymezovala cihelná zeď a na jihovýchodě byla postavena nová budova průjezdné márnice se sedlovou střechou, sloužící zároveň jako vstup na hřbitov. Stará márnice spolu s jižní zdí tehdy zanikla. Opravu hřbitova po vichřici v roce 1906 provedl stavitel Josef Šťovíček z Chrasti.
Na hřbitově se dochoval cenný soubor 115 náhrobků dokládajících rozsah původního židovského obyvatelstva vsi Zájezdec. Hřbitov je ve vlastnictví Židovské obce náboženské.

## Popis
Židovský hřbitov v Zájezdci tvoří zbytky ohradní zdi nalézajících se po obvodu zhruba obdélného areálu, v jihovýchodním rohu je do této zdi vsazena průchozí budova márnice, v současnosti využívané jako stodola. 
Na hřbitově se nalézá hlavně v horní severovýchodní polovině hřbitova skupina skupina značně poškozených hřbitovních náhrobků. Nejstarší zachovaný náhrobek na hřbitově pochází z roku 1789, nejmladší z roku 1919.

## Galerie

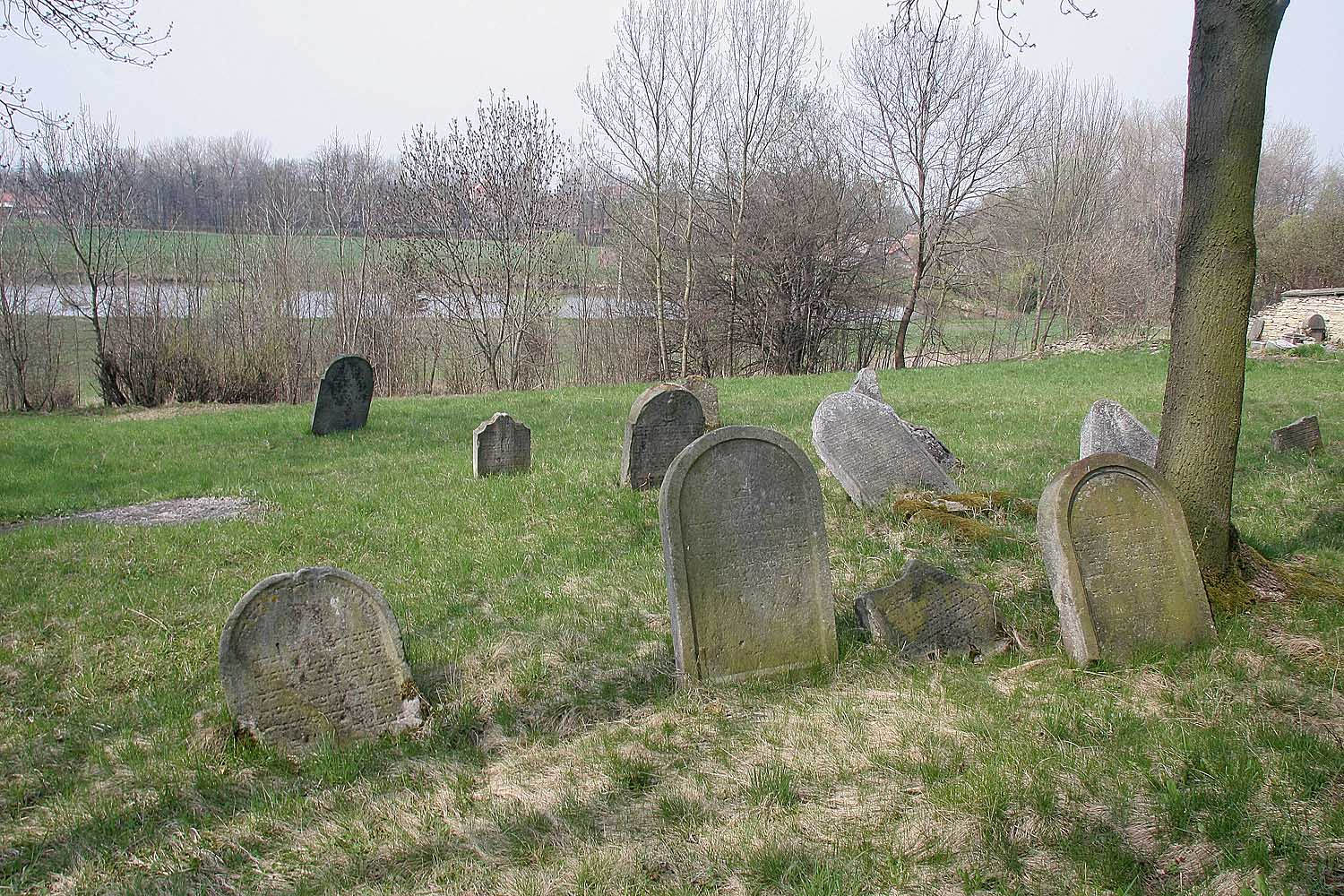
náhrobní kameny na židovském hřbitově v Zájezdci
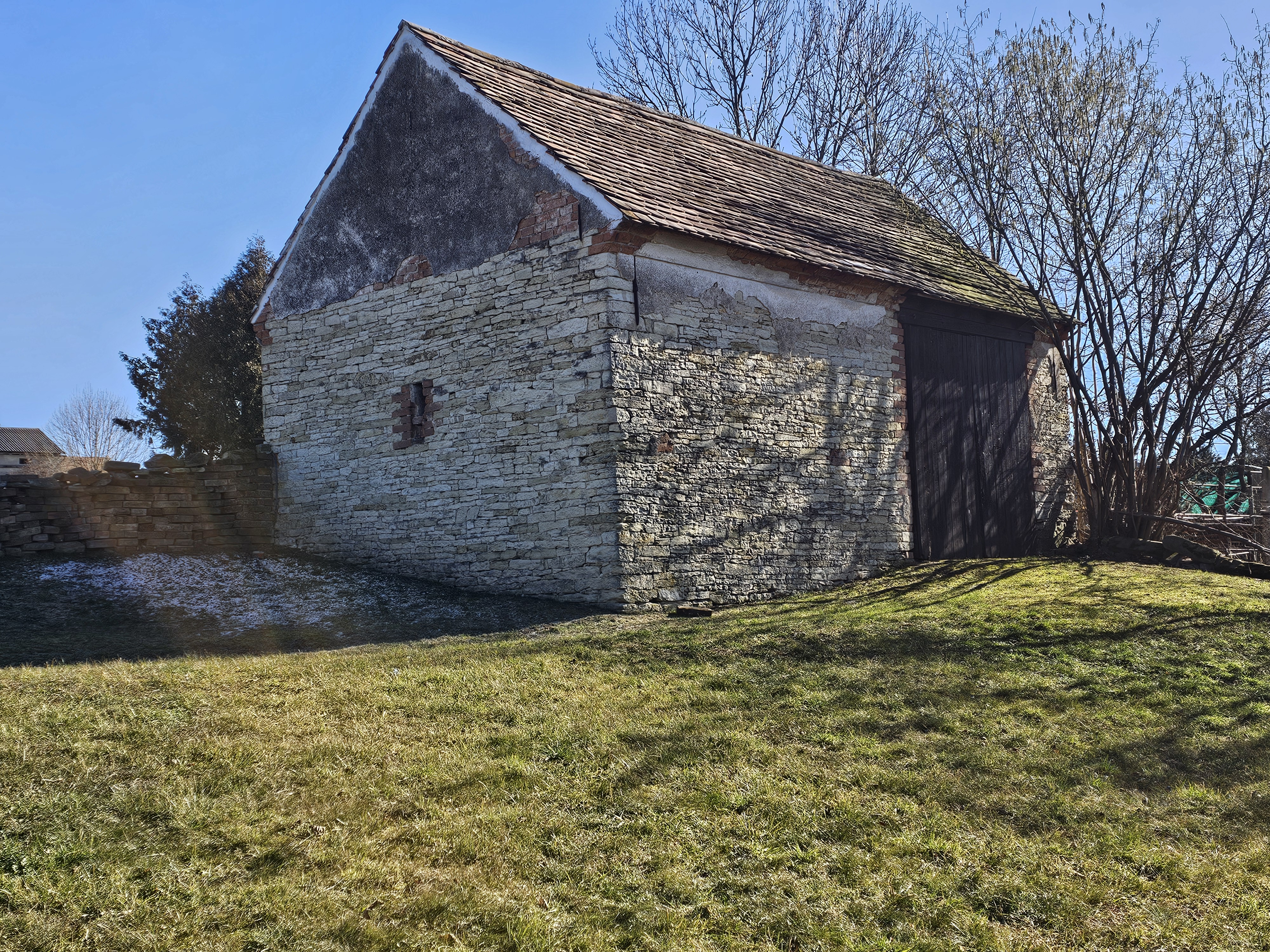
bývalá márnice židovského hřbitova v Zájezdci
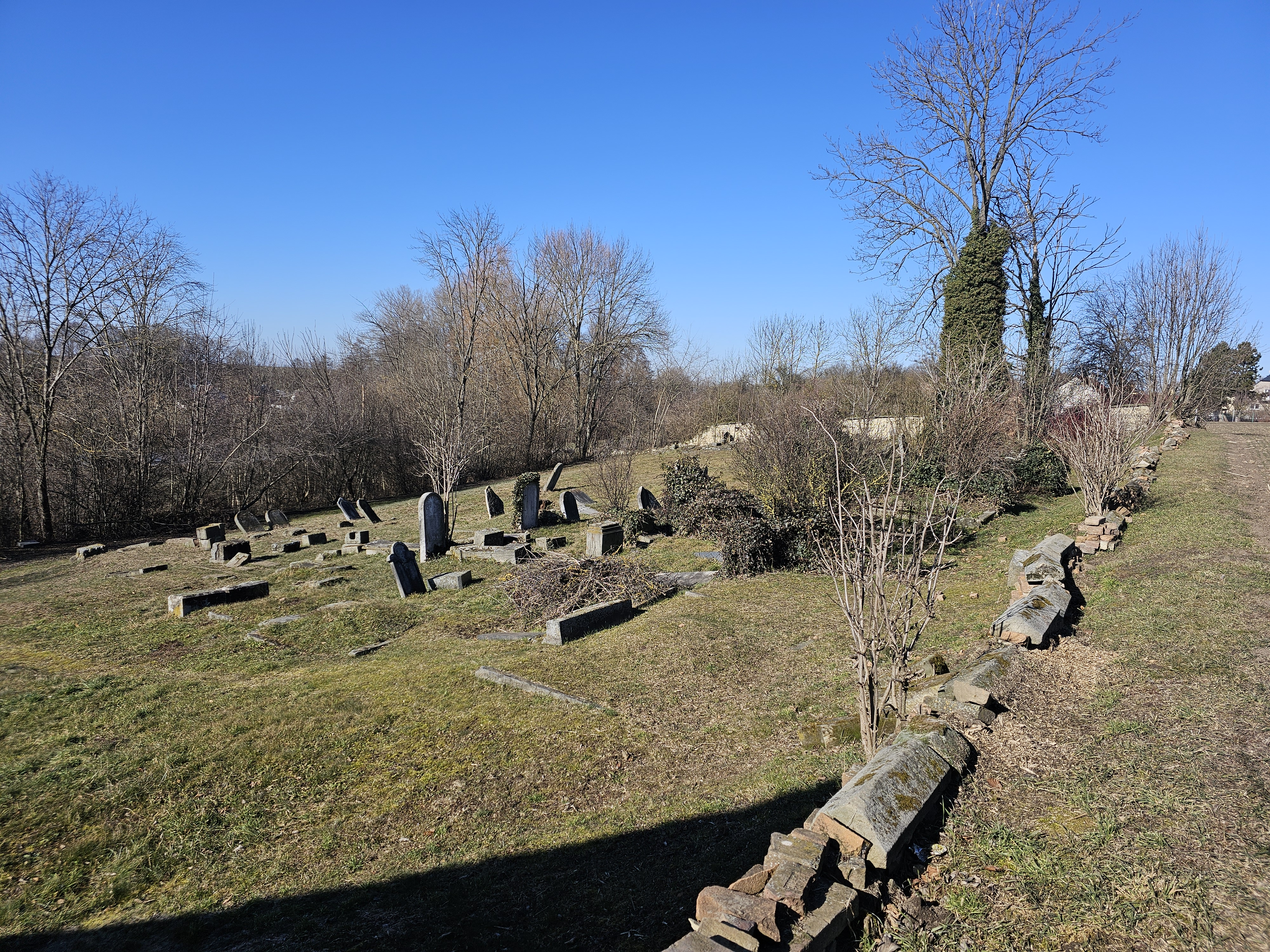
židovský hřbitov v Zájezdci v únoru 2025
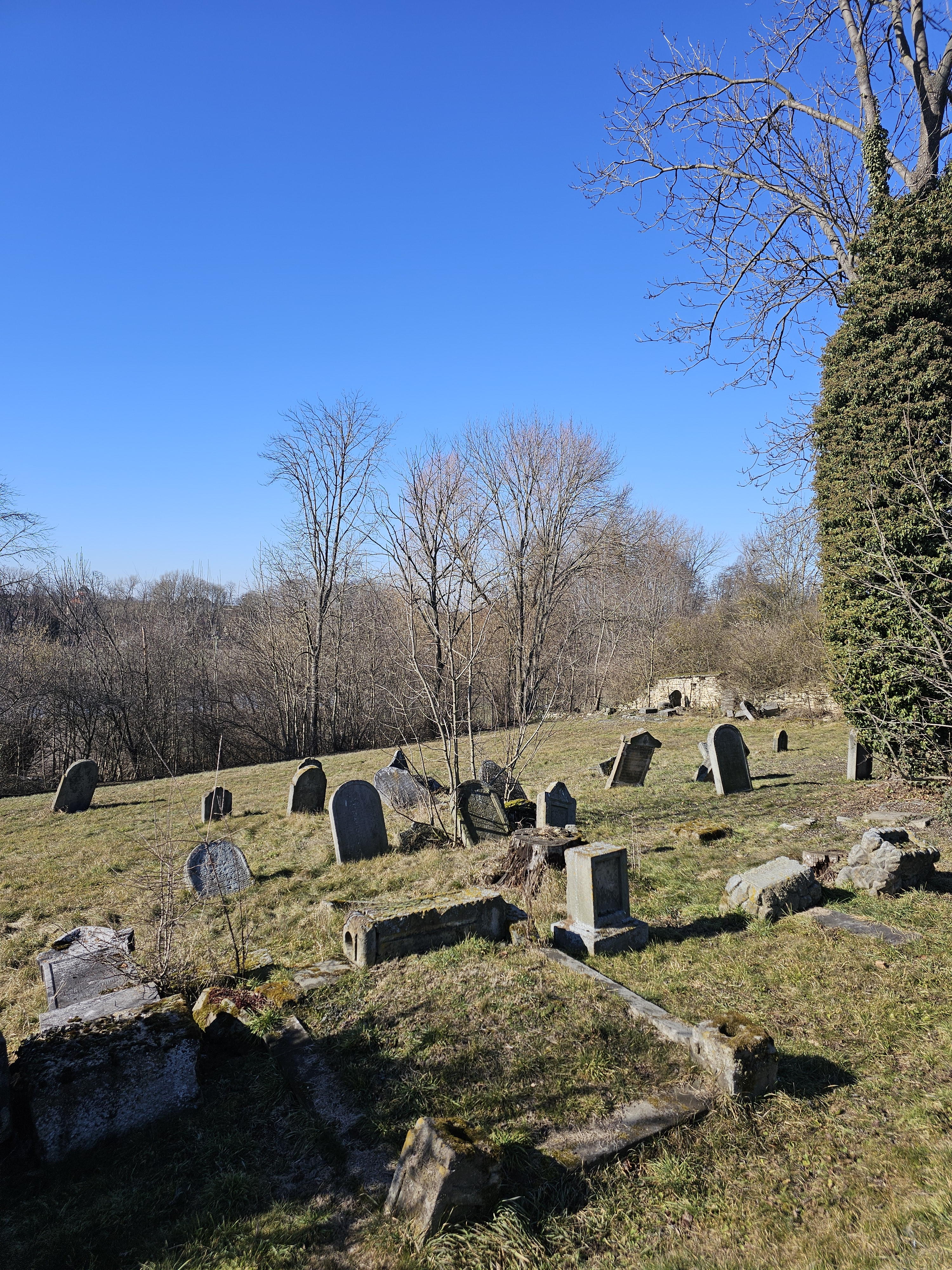
židovský hřbitov v Zájezdci v únoru 2025